# Armin Laschet
Armin Laschet, nemški politik; * 18. februar 1961, Aachen.
Je nemški politik, ki je od 27. junija 2017 do 26. oktobra 2021 zasedal funkcijo ministra-predsednika zvezne dežele Severno Porenje - Vestfalija. 16. januarja 2021 je bil izvoljen za vodjo Krščansko-demokratske zveze (CDU) in stranko vodil na volitve leta 2021, kjer so osvojili drugo mesto, zakar je odstopil s položaja.
Rodil se je v observantski rimskokatoliški družini nemško govorečega valonskega izvora; starša njegovega očeta sta bila belgijskega izvora. Poročen je s Susanne Malangré, ki jo je spoznal v katoliškem otroškem pevskem zboru, ko sta bila še otroka in je članica ugledne aachenske politične družine francosko govorečega valonskega izvora. Laschet je diplomiral iz prava in delal kot novinar pred in med zgodnjo politično kariero. Leta 1994 je bil izvoljen v nemški Bundestag, leta 1999 pa je postal poslanec v Evropskem parlamentu. Leta 2005 je kot član deželne vlade vstopil v deželno politiko v Severnem Porenju-Vestfaliji. Kot minister v vladi je bil znan po svojih liberalnih stališčih in dobrih odnosih s priseljensko skupnostjo, zaradi česar je dobil vzdevek »turški Armin«. Leta 2012 je postal vodja deželne stranke, leta 2017 pa je bil izvoljen za predsednika vlade; sestavljali sta jo CDU in liberalni FDP.
16. januarja 2021 je bil Laschet izvoljen za vodjo CDU. V drugem krogu je osvojil 52,8% glasov delegatov in premagal Friedricha Merza. Rezultat volitev je bil potrjen s poštnim glasovanjem delegatov konference stranke, končni rezultat pa je bil objavljen 22. januarja. 20. aprila 2021 ga je unija CDU/CSU potrdila za svojega kanclerskega kandidata. Tekom volilne kampanje sta se najmočnejši stranki CDU in SDP močno zbližali, na volitvah pa je zmagala slednja.

## Ozadje

### Zgodnje življenje in izobraževanje
Laschet se je rodil v Burtscheidu, predmestju Aachna, približno tri kilometre od belgijske in nizozemske meje, staršem Heinrichu Laschetu in Marcelli, rojeni Frings. Vzgojen je bil v rimskokatoliški družini. Njegov oče je bil rudarski inženir v rudniku črnega premoga, pozneje pa učitelj in ravnatelj v osnovni šoli. Družina Laschet izvira iz province Liège v Valoniji v sodobni Belgiji, kjer je v 18. stoletju prednik družine Jacques (ali Jacob) Laschet živel v Hergenrathu v vojvodstvu Limburg. Njegov dedek po očetu Hubert Laschet (1899–1984) se je v dvajsetih letih prejšnjega stoletja preselil iz Hergenratha v Aachen; njegova babica po očetu Hubertina Wetzels (1900–1979) se je v Aachnu rodila staršem, ki so se ravno preselili tja iz belgijskega Welkenraedta. Laschet ohranja tesne osebne vezi z Belgijo, kjer še vedno živijo člani družine Laschet. 
Obiskoval je gimnazijo Pius v Aachnu in študiral pravo na univerzah v Bonnu in Münchnu ter leta 1987 opravil prvi pravni izpit. Od leta 1986 do 1988 je študiral novinarstvo. V Münchnu je postal član K.D.St.V. Aenania München, katoliške študentske bratovščine, ki je članica Cartellverbanda.
Laschet tekoče govori francosko.
Laschet je med letoma 1986 in 1991 delal kot novinar založnik, med drugim kot dopisnik iz Bonna za Bayerischer Rundfunk. Pozneje je bil med letoma 1991 in 1994 glavni urednik katoliškega časopisa KirchenZeitung Aachen. Med letoma 1995 in 1999 je bil hkrati tudi poslanec in predsednik uprave katoliškega založništva Einhard-Verlag, ki ga je pred tem vodil tast Heinrich Malangré.

### Družina
Laschet je poročen z dekletom iz otroštva Susanne Malangré, ki jo je spoznal v otroštvu v katoliškem otroškem zboru, ki ga je vodil Susannin oče, ugledni poslovni direktor Heinrich Malangré; poročila sta se leta 1985. Imata dva sinova in hčerko. Družina prebiva v okrožju Burtscheid v Aachnu. Njegova žena pripada ugledni aachenski družini francosko govorečega valonskega porekla in je nečakinja politika CDU in župana Aachna Kurta Malangréja; družina Malangré se je iz Haine-Saint-Pierre v Belgiji preselila v Stolberg, da bi v drugi polovici 19. stoletja ustanovila podjetje za proizvodnjo stekla. Njun sin Johannes ( »Joe«) Laschet, ki je študiral pravo, je blogger in model, pogosto opisan kot modni vplivnež na omrežju Instagram.

## Politična kariera

### Član Bundestaga
Po državnih volitvah leta 1994 je Laschet postal član nemškega Bundestaga. Bil je član Odbora za gospodarsko sodelovanje in razvoj ter Odbora za zadeve Evropske unije.

### Poslanec Evropskega parlamenta
Laschet je kot poslanec v Evropskem parlamentu med letoma 1999 in 2001 delaloval v odboru za proračun in med letoma 2002 in 2005 v odboru za zunanje zadeve. V tej vlogi je bil poročevalec Parlamenta o odnosih med EU in Združenimi narodi.

### Vloga v deželni politiki
Laschet je bil pod ministrskim predsednikom (premierjem) Jürgenom Rüttgersom v Severnem Porenju-Vestfaliji od leta 2005 do 2010 deželni minister za generacije, družino, ženske in integracijo, od leta 2010 pa deželni minister za zvezne zadeve, Evropo in medije. Leta 2010 je neuspešno kandidiral proti Norbertu Röttgenu za mesto predsednika CDU v zvezni deželi. Ko je Röttgen leta 2012 odstopil s te funkcije, je bil Laschet izvoljen za njegovega naslednika. 4. decembra 2012 je bil izvoljen za enega od petih namestnikov predsednika nacionalne stranke CDU funkcijo opravljal skupaj z Volkerjem Bouffierjem, Julijo Klöckner, Thomasom Stroblom in Ursulo von der Leyen.
Laschet je trenutno deželni poslanec v Landtagu Severno Porenje - Vestfalija in je tudi predsednik deželne izpostave CDU (Landesverband). Od leta 2014 do leta 2016 je bil član komisije za ustavne reforme Severnega Porenja-Vestfalije, ki jo je vodil Rainer Bovermann.
Laschet je bil v pogajanjih za oblikovanje Velike koalicije krščanskih demokratov (CDU skupaj z bavarsko CSU) in Socialnih demokratov (SPD) po zveznih volitvah leta 2013 del delegacije CDU/CSU v delovni skupini za energetsko politiko.
Novembra 2015 je Laschet obiskal begunsko taborišče Zaatari v Jordaniji, da bi izvedel več o stiski Sirijcev, ki so bežali pred nasiljem v sirski državljanski vojni, ki je izbruhnila leta 2011. Med marcem 2015 in januarjem 2016 je predsedoval strokovni komisiji Roberta Boscha za preučitev preusmeritve begunske politike, strokovne skupine, ki jo je sklicala fundacija Robert Bosch.
Novembra 2016 je bil Laschet izvoljen za vodilnega kandidata za državne volitve v Severnem Porenju-Vestfaliji maja 2017. Bil je delegat CDU pri Zvezni konvenciji, ki je leta 2017 izvolila nemškega predsednika.

### Predsednik vlade Severnega Porenja-Vestfalije
27. junija 2017 je Laschet postal 11. predsednik vlade Severnega Porenja - Vestfalije. Kot eden od predstavnikov svoje države v Bundesratu je član Odbora za zunanje zadeve in Odbora za obrambo.

### Predsednik CDU
Laschet je pred volitvami v vodstvo CDU februarja 2020 napovedal, da se bo potegoval za mesto predsednika stranke, njegov nekdanji tekmec Jens Spahn pa bi postal podpredsednik.  Ankete so nato pokazale, da so volivci Laschetovo upravljanje pandemije COVID-19 v najbolj naseljeni državi Nemčije ocenili slabo. Kljub temu je bil izvoljen za predsednika CDU; v drugem krogu je 16. januarja 2021 s 521 glasovi proti 466 premagal protikandidata Friedricha Merza. 20. aprila ga je stranka nominirala za svojega kanclerskega kandidata na prihajajočih volitvah, podprl ga je tudi kandidat CSU Markus Söder.

## Politična stališča

### Evropska integracija
Glede evropske integracije si Laschet prizadeva okrepiti Evropsko unijo pri vprašanjih, kot so boj proti mednarodnemu terorizmu in organiziranemu kriminalu ter energetski politiki. Želi si tudi, da bi predsednika Evropske komisije neposredno volili evropski volivci.
Laschet je med evropsko dolžniško krizo pozval k »odprti razpravi« k široki rešitvi dolžniške krize, katere del bi lahko bile tudi evroobveznice. Trdil je, da bi grški izstop iz evroobmočja lahko povzročil neželene preobrate v južni Evropi: »(Izhod) bi lahko vodil do nestabilnosti v državi članici Nata. Rusija je pripravljena z milijardami pomagati Grčiji v takem scenariju.« Oktobra 2011 je podpisal odprto pismo Georgea Sorosa, v katerem je pozval k večji vključenosti Evropske unije v pretres enotne valute.
Samo leta 2020 se je Laschet trikrat srečal s francoskim predsednikom Emmanuelom Macronom. Macron je ga je z Jensom Spahnom povabil k udeležbi na praznovanju dneva Bastilje 2020 v Parizu, v znak zahvale za njihovo vlogo pri pomoči francoskim državljanom med pandemijo COVID-19 v Franciji.

### Socialna politika
Laschet je bil zagovornik migracijske politike kanclerke Merkel med evropsko migrantsko krizo leta 2015.
Leta 2016 je zavrnil predloge za tako imenovano prepoved burke kot »lažno razpravo« in odvračanje pozornosti od bolj perečih vprašanj. Njegova stranka je to politiko kljub temu sprejela kot temeljno vprašanje.
Laschet je pred parlamentarnim glasovanjem junija 2017 izrazil nasprotovanje uvedbi istospolnih zakonskih zvez v Nemčiji.

### Zunanja politika
Nekateri kritiki menijo, da Laschet zavzema mehko stališče do vlade predsednika Vladimirja Putina. Noah Barkin, ki piše za Zunanjo politiko, poudarja, da je Laschet izrazil podporo Severnemu toku 2 in tesnejšim odnosom s Kitajsko ter nasprotuje izključitvi Huaweia iz nemškega omrežja 5G. Dodaja, da je bil Laschet tudi proti »demoniziranju« Putina zaradi ruske aneksije Krima.
Leta 2018 je Laschet odpovedal svojo uldežebo na umetniškem in glasbenem festivalu Ruhrtriennale zaradi festivala, ki je omogočal nastop pristašem gibanja BDS.

## Druge dejavnosti

### Upravni odbori
- RAG-Stiftung, nekdanja članica upravnega odbora (od leta 2017) [41]

### Neprofitne organizacije
- Fundacija za razvoj in mir (SEF), nekdanji predsednik upravnega odbora (od 2017)
- Kunststiftung NRW, predsednik upravnega odbora (od leta 2017) [42]
- Fundacija Severno Porenje-Vestfalija za okolje in razvoj (SUE), nekdanja predsednica uprave (od leta 2017) [43]
- Atlantik-Brücke, član
- Bonner Akademie für Forschung und Lehre praktischer Politik (BAPP), članica upravnega odbora [44]
- Kampusni simpozij Šole za poslovno in informacijsko tehnologijo, član svetovalnega odbora
- Centralni komite nemških katoličanov, član
- Nagrada Karla Velikega, član upravnega odbora
- Evropska akademija znanosti in umetnosti, član
- Evropska fundacija za katedralo v Aachnu, članica upravnega odbora
- Inštitut za preučevanje dela (IZA), strokovni sodelavec
- Fundacija Karla Arnolda, člana upravnega odbora
- Fundacija Konrad Adenauer, član odbora za načrtovanje
- Nagrada Peace of Westphalia, članica žirije [45]
- missio, član nadzornega sveta
- St. Maria zur Wiese, članica upravnega odbora [46]
- Zveza Združenih narodov Nemčije (DGVN), član predsedstva [47]
- Fundacija Theodor Heuss, član upravnega odbora (−2015)